# Mostra de Venise 2005
La Mostra de Venise 2005 — ou la 62e édition de la Mostra de Venise ou encore la 62e édition du Festival international du film de Venise (en italien : 62ª edizione della Mostra internazionale d'arte cinematografica) — est un festival de cinéma international qui s'est tenu à Venise en Italie du 31 août au 10 septembre 2005.
L'actrice Inés Sastre a été la maîtresse des cérémonies d'ouverture et de clôture.
Le film Seven Swords de Tsui Hark a été présenté en ouverture.

## Jury
- Dante Ferretti (président, Italie), Amos Gitaï (Israël), Emilíana Torrini (Islande), Edgar Reitz (Allemagne), Claire Denis (France), Acheng (RPC), Christine Vachon (É.-U.)
- Jury international Corto-Cortissimo : Chema Prado (président, Espagne), Giovanna Gagliardo (Italie), Clemens Klopfenstein (Suisse)
- Jury international Orizzonti : Mimmo Rotella (président, Italie), Isabel Coixet (Espagne), Jean-Michel Frodon (France), Valerio Mastandrea (Italie), Shin'ya Tsukamoto (Japon)
- Jury international Œuvre Première - Prix de Venise : Guy Maddin (président, Canada), Isabella Ferrari (Italie), Peter Cowie (Grande-Bretagne), Ismaël Ferroukhi (France), Renata Litvinova (Russie)

## Sélection Officielle

### Compétition

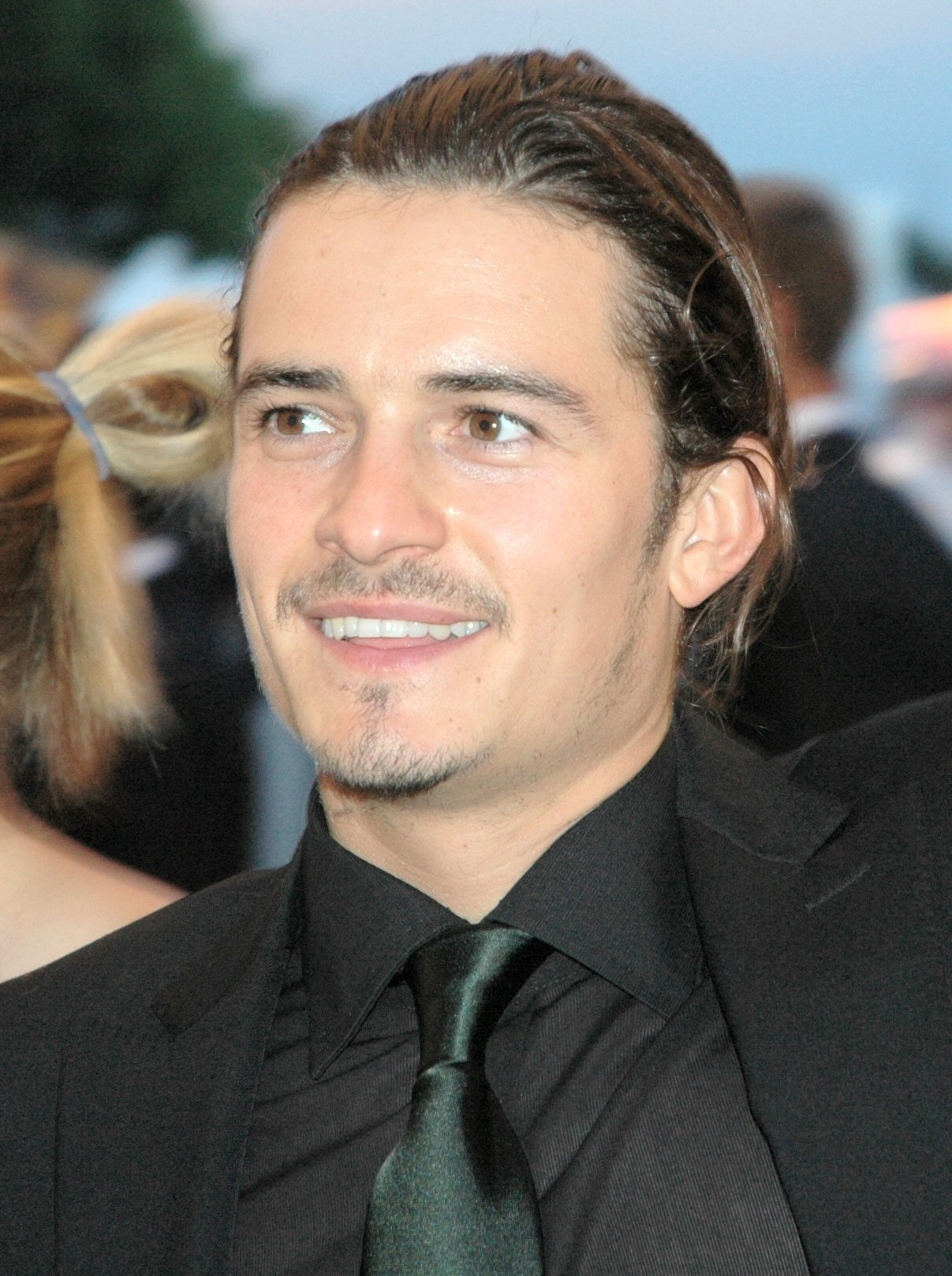
Orlando Bloom, le 4 septembre 2005.

| Titre                           | Réalisation        | Pays         | Distribution                                                                                         |
| ------------------------------- | ------------------ | ------------ | --- |
| Les Amants réguliers            | Philippe Garrel    | France       | Louis Garrel, Clotilde Hesme                                                                         |
| La Bête dans le cœur            | Cristina Comencini | Italie       | Giovanna Mezzogiorno, Alessio Boni, Stefania Rocca, Angela Finocchiaro                               |
| The Constant Gardener           | Fernando Meirelles | Royaume-Uni  | Ralph Fiennes, Rachel Weisz, Hubert Koundé, Danny Huston, Bill Nighy                                 |
| Everlasting Regret              | Stanley Kwan       | Hong Kong    | Sammi Cheng, Tony Leung Ka-fai, Jun Hu, Daniel Wu                                                    |
| Les Frères Grimm                | Terry Gilliam      | États-Unis   | Matt Damon, Heath Ledger, Lena Headey, Monica Bellucci, Peter Stormare, Jonathan Pryce               |
| Gabrielle                       | Patrice Chéreau    | France       | Isabelle Huppert, Pascal Greggory                                                                    |
| Good Night and Good Luck        | George Clooney     | États-Unis   | David Strathairn, George Clooney, Robert Downey Jr., Frank Langella, Patricia Clarkson, Jeff Daniels |
| I giorni dell'abbandono         | Roberto Faenza     | Italie       | Margherita Buy, Luca Zingaretti, Goran Bregović                                                      |
| Lady Vengeance                  | Park Chan-wook     | Corée du Sud | Lee Young-ae, Choi Min-sik                                                                           |
| Mary                            | Abel Ferrara       | États-Unis   | Juliette Binoche, Forest Whitaker, Heather Graham, Matthew Modine, Marion Cotillard                  |
| Le Miroir magique               | Manoel de Oliveira | Portugal     | Leonor Silveira, Ricardo Trêpa, Luís Miguel Cintra, Leonor Baldaque                                  |
| O Fatalisto                     | João Botelho       | Portugal     | Rogério Samora, André Gomes, Rita Blanco, José Wallenstein, Adelaide Sousa, Adriano Luz              |
| Persona non grata               | Krzysztof Zanussi  | Pologne      | Zbigniew Zapasiewicz, Nikita Mikhalkov, Jerzy Stuhr, Daniel Olbrychski                               |
| Preuve irréfutable              | John Madden        | États-Unis   | Gwyneth Paltrow, Anthony Hopkins, Jake Gyllenhaal, Hope Davis                                        |
| Romance and Cigarettes          | John Turturro      | États-Unis   | James Gandolfini, Susan Sarandon, Kate Winslet, Steve Buscemi, Bobby Cannavale, Christopher Walken   |
| La seconda notte di nozze       | Pupi Avati         | Italie       | Antonio Albanese, Neri Marcorè, Katia Ricciarelli, Angela Luce, Marisa Merlini                       |
| Le Secret de Brokeback Mountain | Ang Lee            | États-Unis   | Heath Ledger, Jake Gyllenhaal, Anne Hathaway, Michelle Williams, Randy Quaid                         |
| Takeshis'                       | Takeshi Kitano     | Japon        | Takeshi Kitano, Kotomi Kyono, Kayoko Kishimoto, Ren Osugi, Susumu Terajima                           |
| Vers le sud                     | Laurent Cantet     | France       | Charlotte Rampling, Karen Young, Louise Portal, Ménothy César                                        |

## Palmarès

### Palmarès officiel
- Lion d'or pour le meilleur film : Le Secret de Brokeback Mountain d'Ang Lee
- Grand prix spécial du jury : Mary d'Abel Ferrara
- Lion d'argent pour le meilleur réalisateur : Philippe Garrel pour Les Amants réguliers
- Coupe Volpi de la meilleure interprétation masculine : David Strathairn pour Good Night and Good Luck de George Clooney
- Coupe Volpi de la meilleure interprétation féminine : Giovanna Mezzogiorno pour La Bête dans le cœur (La Bestia nel cuorede) de Cristina Comencini
- Prix Osella du meilleur scénario : George Clooney et Grant Heslov pour Good Night and Good Luck
- Prix Marcello-Mastroianni (jeune acteur ou actrice) : Ménothy Cesar pour Vers le sud de Laurent Cantet
- Prix Luigi-De-Laurentis pour la meilleure première œuvre : 13 Tzameti de Gela Babluani
- Lion d'or d'honneur : Hayao Miyazaki, Stefania Sandrelli
- Lion d'or spécial du jury : Isabelle Huppert pour Gabrielle et l'ensemble de sa carrière

### Autres prix
- Prix Robert-Bresson (décerné par l'Église catholique) : Jerzy Stuhr